# سفارة أوكرانيا في إسبانيا
سفارة أوكرانيا في إسبانيا هي أرفع تمثيل دبلوماسي لدولة أوكرانيا لدى إسبانيا. تقع السفارة في مدريد وهي تهدف لتعزيز المصالح الأوكرانية في إسبانيا.

## وصلات خارجية
- الموقع الرسمي
- قائمة سفارات أوكرانيا
- قائمة السفارات في إسبانيا